# 자격중지
자격중지(Debarment)는 미국의 입찰참가자격 제한을 말한다. 자격중지는 부정당업자 제재수단으로 이루어지며 유죄선고 및 민사판결이 확정된 경우에 내려진다. 보통 공공계약의 수주 및 이행이 공익을 침해하는 범죄나 반독점법을 위반하는 경우에 내려진다.

## 참고 문헌
- 미국의 부정당업자 제재제도